# Szkoła Podstawowa im. prof. Władysława Szafera w Woli Kalinowskiej
Szkoła Podstawowa im. prof. Władysława Szafera w Woli Kalinowskiej – założona w 1927 r. szkoła podstawowa w Woli Kalinowskiej (gmina Sułoszowa). Szkoła wraz ze schroniskiem młodzieżowym wchodzi w skład Zespołu Placówek Oświatowych w Woli Kalinowskiej. Szkoła funkcjonuje jako ośmioklasowa z oddziałem przedszkolnym. Nauka odbywa się w systemie jednozmianowym.

## Historia
W związku ze znacznym poziomem analfabetyzmu wśród dzieci i młodzieży w 1927 r. została założona szkoła podstawowa. W pierwszych latach lekcje odbywały się w wynajmowanych, prywatnych pomieszczeniach. W 1931 r. na potrzeby szkoły został przystosowany drewniany dom ludowy. W związku z rozwojem szkoły od 1956 r. ponownie na sale lekcyjne zostały wynajmowane pomieszczenia w prywatnych domach. W latach 1986–1988 z inicjatywy mieszkańców wsi zbudowano nowoczesny budynek szkoły wraz mieszkaniami dla nauczycieli oraz zapleczem sportowym. 1 stycznia 1994 r. szkoła została przejęta przez gminę Sułoszowa. 20 maja 1996 r. szkoła otrzymała imię prof. Władysława Szafera. W latach 1999–2000 zaadaptowano część pomieszczeń szkoły na rzecz schroniska młodzieżowego. W 2008 r. powołano Zespół Placówek Oświatowych w Woli Kalinowskiej w skład którego wchodzi dotychczas funkcjonująca Publiczna Szkoła Podstawowa im. W. Szafera oraz Szkolne Schronisko Młodzieżowe. W latach 2010–2011 w ramach projektu „Modernizacja Szkolnego Schroniska Młodzieżowego w Woli Kalinowskiej - wsparcie rozwoju turystyki w Gminie Sułoszowa”, współfinansowanego ze środków Unii Europejskiej, przeprowadzono kompleksowy remont budynku, pomieszczeń schroniska oraz infrastruktury sportowej.

## Kierownicy i dyrektorzy szkoły
- Franciszek Chyla (1929-36),
- Janina Dryńska  (1945-53),
- Alicja Dulak (1953-54),
- Adam Dynamus (1954-60),
- Bronisław Kafel (1960-63),
- Władysław Młgosiek (1963-65),
- Bronisław Piątek (1965-67),
- Zygmunt Marczewski (1967-69),
- Zofia Stach (1969-94),
- Zofia Gałka (1994-2018),
- Magdalena Szlachta (od 2018)[3].

## Patron, motto i hymn szkoły
W 1996 r. szkoła otrzymała imię prof. Władysława Szafera. Mottem szkoły stało się hasło „Przez poznanie i ochronę przyrody do jej ukochania”, a hymnem „Mądry liść” do słów Wojciecha Fiwka.